# Plombières (Eisspezialität)

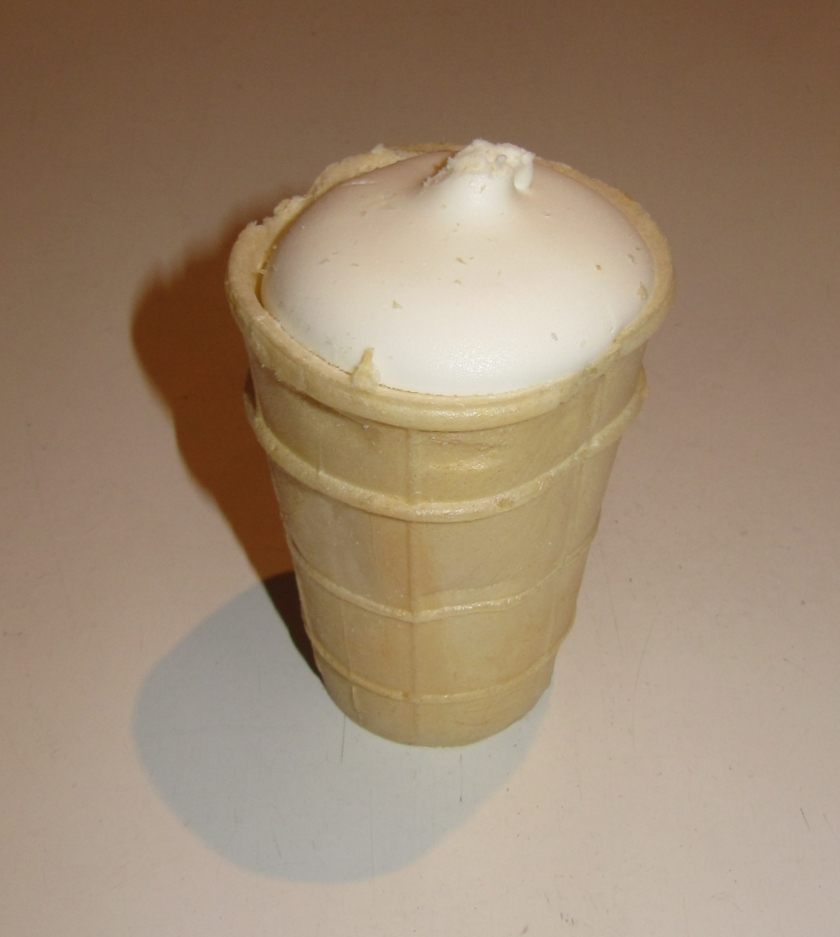
Plombières in der Waffel aus dem Supermarkt

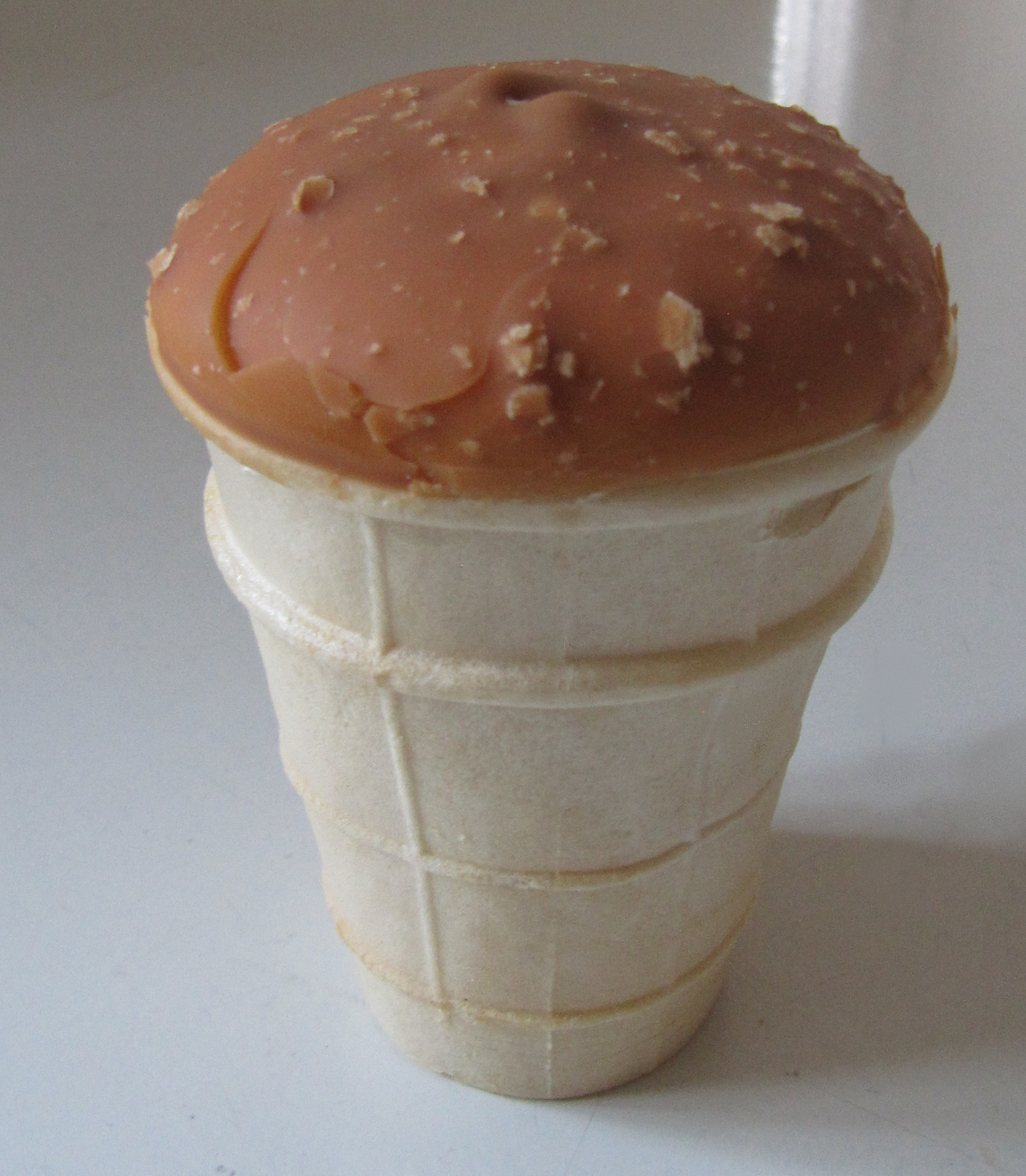
Plombières in der Geschmacksrichtung Karamell

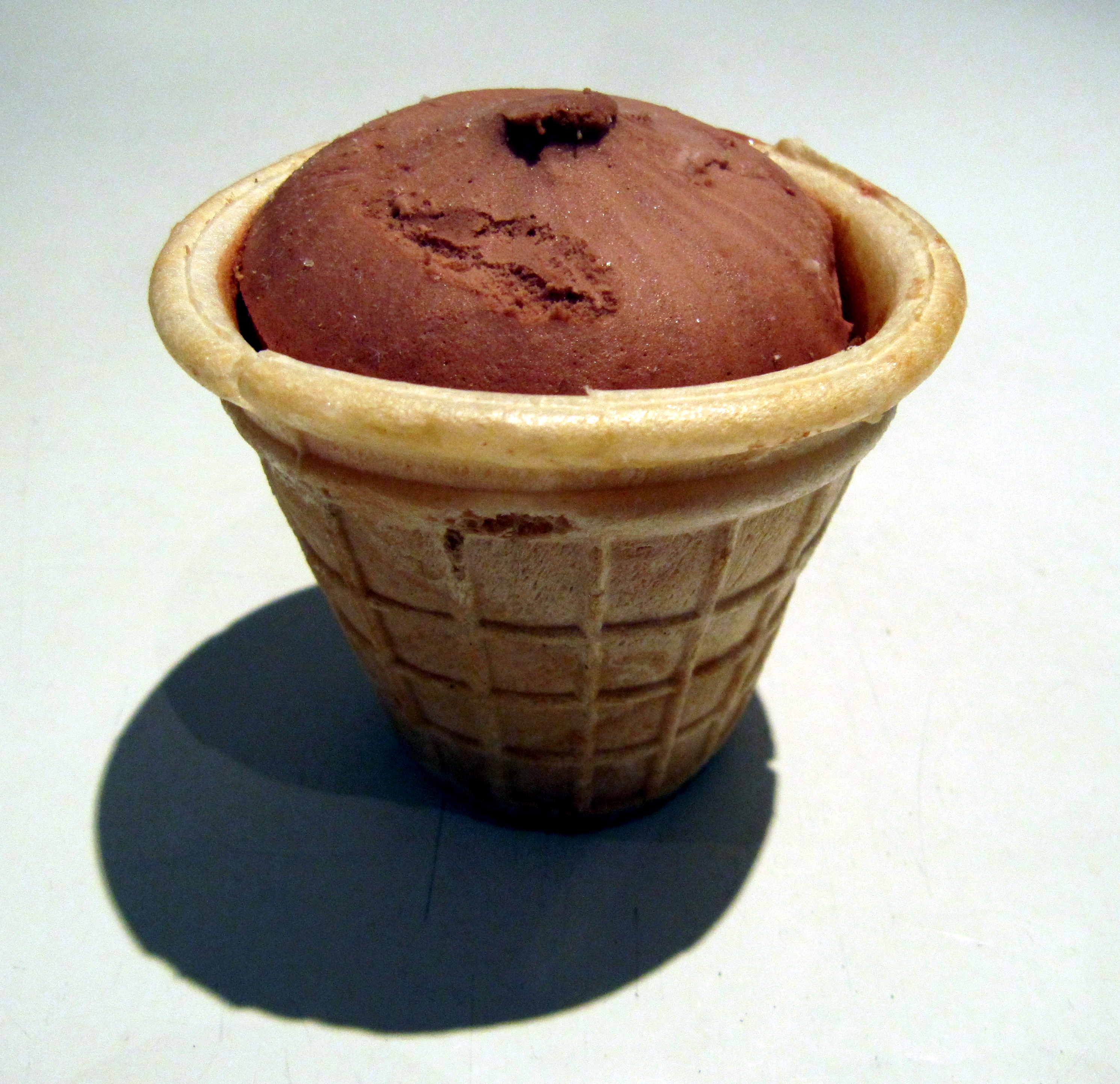
Plombières in der Geschmacksrichtung Schokolade

Plombières (französisch glace plombières, Anhörenⓘ) ist eine französische Eisspezialität. Das Original stammt aus der Epoche des französischen Kaisers Napoleon III. (1852–1870).

## Geschichte
Plombières wurde ursprünglich in der französischen Stadt Plombières-les-Bains erfunden. Ab 1798 bot der Pariser Konditor Tortoni seinen Kunden eine halbgefrorene Süßspeise aus Crème fraîche, Eiern, Vanille und kandierten Früchten namens Plombière an, die auch vom Schriftsteller Honoré de Balzac in seinen Briefen erwähnt wurde. Ab 1852 wurde Plombières in Paris in Waffelbechern hergestellt.

## Varianten und Verbreitung
Die Plombières-Varianten in Osteuropa, dort Plombir genannt, unterscheiden sich von der französischen Rezeptur. Als Zutaten werden Vollmilch, Sahne, ein hoher Eieranteil sowie Aromen wie z. B. Vanille, Mandelöl, Schokolade, Nüsse oder Früchte verwendet.
In Deutschland sind einige Plombières-Varianten (Vanille, Karamell, Schokolade, Erdbeere, Johannisbeere, Sauerkirsche, Fruchtmix u. a.) von verschiedenen Herstellern in Supermärkten erhältlich.